# Florence Reynaud
 (juillet 2014).
Si vous disposez d'ouvrages ou d'articles de référence ou si vous connaissez des sites web de qualité traitant du thème abordé ici, merci de compléter l'article en donnant les références utiles à sa vérifiabilité et en les liant à la section « Notes et références ».
Pour les articles homonymes, voir Reynaud.
Florence Reynaud, née à Angoulême le 18 mars 1954 et morte à Massat le 14 juin 2025, est une écrivaine française principalement connue pour ses romans destinés à la jeunesse.

## Biographie
Sa série en douze volumes Yona, fille de la Préhistoire se déroule en Ariège, où vit l'auteur. L'histoire et les animaux sont des thèmes de prédilection.
Son premier roman Une fin du monde comme une autre a été publié en 1991 alors qu'elle était déjà mère de cinq enfants.
Florence Reynaud meurt le 14 juin 2025 à l'âge de 71 ans.

## Œuvres
- Une fin du monde comme une autre Hachette Jeunesse, 1991
- La Demoiselle des loups, Hachette Jeunesse, 1993.
- Taïga, Bayard éditions, 1999, premier prix Jeunesse et Sports 1998.
- Le Premier Dessin du monde, Hachette Jeunesse, 2000, réédité
- Maldonada, Bayard Poche, 2001
- Un chant sous la terre, Castor Poche, 2001
- Les Disparus de Rocheblanche, Castor Poche, 2001
- L'Enfant-loup, Livre de poche Hachette Jeunesse, 2001
- Le Traîneau d'Oloona, Bayard Poche, 2002
- Le Lion de Julius, Castor Poche, 2002
- Enfant de personne, Bayard Poche, 2002
- Les Évadés du bagne, Castor Poche, 2003, inspiré de faits réels[4].
- Liano, je te sauverai / Liano hors-concours / Liano entre en piste, Collection Passion Cheval Castor Poche, 2003
- Le Sourire d'Ouni, Livre de poche Hachette Jeunesse, 2004
- Dylan le dauphin  - 12 livres - Pocket Junior, 2003-2005
- Yona, fille de la Préhistoire - 12 livres, Pocket Junior, 2005-2012
- Le Secret de Rachel, Livre de poche Hachette Jeunesse, 2006
- Le Cheval de l’aube, Livre de poche Hachette Jeunesse, 2007
- Le Cheval de Margot, Castor Poche, 2007
- Le Renard et l'Enfant (d’après le film de Luc Jacquet), Hachette Jeunesse, 2007
- Lobo le loup et autres récits, Livre de poche Hachette Jeunesse, 2008
- Jolie Peau-rouge, éditions Ninyame,
- Mon ami Jumper, tome 1, Sauvetage à haut risque, Pocket Jeunesse.
- Mon ami Jumper, tome 2, L'ange des mers, Pocket Jeunesse. Juillet 2021, éditeur numérique 12-21